# 金丸惣八
金丸 惣八（かねまる そうはち、文政8年5月5日（1825年6月20日） - 明治31年（1898年）8月8日）は、江戸時代後期から明治時代の武士、治水家。

## 略歴
文政8年（1825年）5月5日、日向国児湯郡柳瀬（現・宮崎県新富町（旧・新田〔にゅうた〕村））に佐土原藩士・金丸景住の長男として生まれた。
20代から佐土原藩の井出方、里山方などの役職を務め、水利に精通。安政3年（1856年）、家老曽小川実に随行し諸国の藩政を視察後、水利事業を起こして水田を開くことの急務を感じ、藩主・島津忠寛に建白した。忠寛は大変喜び、水田を造る工事の許可を与え、惣八に事業の監督にあたらせ、新田100町歩余（約100ha）を得た。
文久3年（1863年）には 薩英戦争のため、磯（鹿児島市）台場後方に出陣した。なお、戦後処理にあたり、薩摩藩と英国との仲介役は江戸幕府と佐土原藩であった。
さらに、郷里の柳瀬地区が水田に乏しい窮状を救うため、唐栗瀬に堰の建設を計画した。この事業では用地買収、費用の捻出に苦労したが、忠寛の援助によって明治2年（1870年）に着工し、川幅270mの一ツ瀬川に堅固な堰を築き、約4kmの用水路（金丸井堰）を完成させた。これによって250町歩（250ha）以上に潅水し、柳瀬地区は米の産出地となった。
この他、製塩の指導、挿し木の献策、製糖・樟脳事業などがあり、新富町ではその功績をたたえ記念碑を建て、毎年、祭祀を行っている。明治31年（1898年）8月8日、74歳で死去。